# Johann von Herold
Johann von Herold, auch Johannes Herold oder Johann Herold, (getauft 20. Dezember 1625 in Nürnberg; † 21. Februar 1656 in Augsburg) war ein deutscher Glockengießer. Er arbeitete in Augsburg.
Sein Vater war Georg Herold. Seine Brüder hießen Achatius, Andreas, Balthasar, Hans Georg und Wolfgang Hieronymus. Er heiratete im Juni 1649 Maria Bayer, Witwe von Christoph Neidhardt. Seine Ausbildung machte er bei seinem Stiefvater Leonhard Löw. Er und seine Brüder wurden am 16. März 1654 von Ferdinand III. in den reichs- und erbländischen Adel aufgenommen.